# Adrienne King
Pour les articles homonymes, voir King.
Adrienne King est une actrice, danseuse, peintre américaine née le 21 juillet 1960 à Oyster Bay dans l'état de New York aux États-Unis. Elle est principalement connue pour son rôle dans Vendredi 13.

## Biographie
King est né à Oyster Bay, Long Island, à New York. Elle est apparue pour la première fois à l'écran dans une publicité quand elle avait six mois. Elle étudie le chant et la danse à la Royal Academy de Londres. King est un membre de la Société Joseph Jefferson Theatre. Elle était une danseuse non crédité dans La Fièvre du samedi soir (Saturday Night Fever) (1977) et Hair (1979).
Son rôle le plus important était Alice dans Vendredi 13 (1980) et dans Le Tueur du vendredi (1981).
En 2008, elle a été approchée pour apparaître dans le reboot de Vendredi 13. Quelques jours plus tard, la production l'a contactée à nouveau, déclarant qu'ils avaient reconsidéré leur offre car ils ne voulaient pas repartir du film original.
Adrienne King jouera dans plusieurs films et téléfilms, mais son activité principale reste le théâtre.

## Filmographie

### Cinéma
- 1977 - Between the Lines (non crédité)
- 1977 - La Fièvre du samedi soir (non crédité)
- 1979 - Hair (non crédité)
- 1980 - Vendredi 13 ; Alice
- 1981 - Le Tueur du vendredi : Alice
- 1984 - Vendredi 13 : Chapitre final : Alice (scènes du premier film)
- 2010 - Psychic Experiment : Louise Strack
- 2011 - Back to the Lake et Back to the Lake 2 (courts-métrages) : Alice Hardy
- 2011 - The Innocent : Principale Kane
- 2012 - Gabby's Wish : Angela
- 2012 - The Butterfly Room : Rachel
- 2013 - Silent Night, Bloody Night: The Homecoming
- 2014 - Tales of Poe : La reine des rêves/ L'infirmière
- 2017 - Admonition (court-métrage) : Theresa
- 2019 - Killer Therapy : Mrs. Perkins
- 2021 - Jason Rising: A Friday the 13th Fan Film : Alice Hardy
- 2021 - The Dead Girl in Apartment 03 : Detective Richards
- 2023 - William Froste : Jackie Winters

### Télévision
- 1965 - Inherit the Wind (en) (Téléfilm) : Melinda